# マウント・ホイットニー (揚陸指揮艦)
| USS Mount Whitney (LCC-20) |                                                                                                 |
| 艦歴                       |                                                                                                 |
| 発注                       | 1966年8月10日                                                                                   |
| 起工                       | 1969年1月8日                                                                                    |
| 進水                       | 1970年1月8日                                                                                    |
| 就役                       | 1971年1月16日                                                                                   |
| 母港                       | イタリア ガエッタ                                                                               |
| 性能諸元                   |                                                                                                 |
| 排水量                     | 18,400t                                                                                         |
| 全長                       | 194m                                                                                            |
| 全幅                       | 32.9m                                                                                           |
| 吃水                       | 8.8m                                                                                            |
| 機関                       | 主缶2基、ギヤード蒸気タービンx1基 1軸推進（22,000hp）                                           |
| 速力                       | 23ノット（43km/h）                                                                              |
| 航続距離                   | 13,000海里（16ノット時）                                                                        |
| 乗員                       | 士官52名、下士官兵790名                                                                         |
| 兵装                       | Mk.15 20mm CIWSx2基 Mk.38 25mm単装機関砲x2門 M2 12.7mm単装機銃x4丁 Mk 36 SRBOC チャフ・ロケット |
| 艦載機                     | 格納庫なし。ヘリコプター発着艦スペースのみ。                                                    |
| モットー                   |                                                                                                 |

マウント・ホイットニー (USS Mount Whitney, LCC-20) は、アメリカ海軍第6艦隊の旗艦。ブルー・リッジ級揚陸指揮艦の2番艦。以前は第2艦隊の旗艦であった。艦名は、カリフォルニア州シエラネバダ山脈のホイットニー山にちなむ。略称は、「MTW」。

## 艦歴
マウント・ホイットニーはAGC-20として分類されたが、1969年1月1日にLCC-20に再分類された。ニューポート・ニューズ造船所で建造され、1969年1月6日に進水した。
同艦は乗組員の90日間分の食料を搭載し、3,000人が緊急避難可能な物資供給支援を行うことができる。また、同艦の蒸留施設は一日あたり400m3の真水を作り出すことができる。同艦はアメリカ海軍初の女性兵士搭乗に対応した艦である。
マウント・ホイットニーは、最も高度なC4I（Command, Control, Communications, Computer, and Intelligence）設備を搭載した艦であり、ジョイント・タスクフォース下の全ての部隊を指揮する能力を保有する。
マウント・ホイットニーは、HF、UHF、VHF、SHFおよびEHF帯の無線交信を行うことができ、大量のデータを安全に送受信することができる。これによって、ジョイント・インテリジェンス・センターおよびジョイント・オペレーション・センターとして適時な作戦支援を行うことができる。
1994年にハイチでのアップホールド・デモクラシー作戦に参加した。1999年には「ラ・サール」の後任として地中海に展開し、第6艦隊旗艦に就任した。
2002年11月12日にマウント・ホイットニーは、エンデューリング・フリーダム作戦の指揮艦として作戦参加した。配備中に、同艦はジョン・F・サットラー中将指揮下、ノースカロライナ州のキャンプ・ルジューンを基地とする第2海兵師団と海兵遠征軍を搭乗させた。
2005年2月25日に「ラ・サール」と交替して第6艦隊旗艦となった。ラ・サールは同年5月に退役した。
2008年8月20日、国務省のウッド副報道官代理は、南オセチア紛争で被害を受けたグルジアへの人道復興支援のため、第6艦隊旗艦「マウント・ホイットニー」を始め、同艦隊所属のアーレイ・バーク級ミサイル駆逐艦「マクファール」および沿岸警備隊のハミルトン級カッター「ダラス」の3隻に人道支援物資を積載した上で黒海に派遣することを発表した。

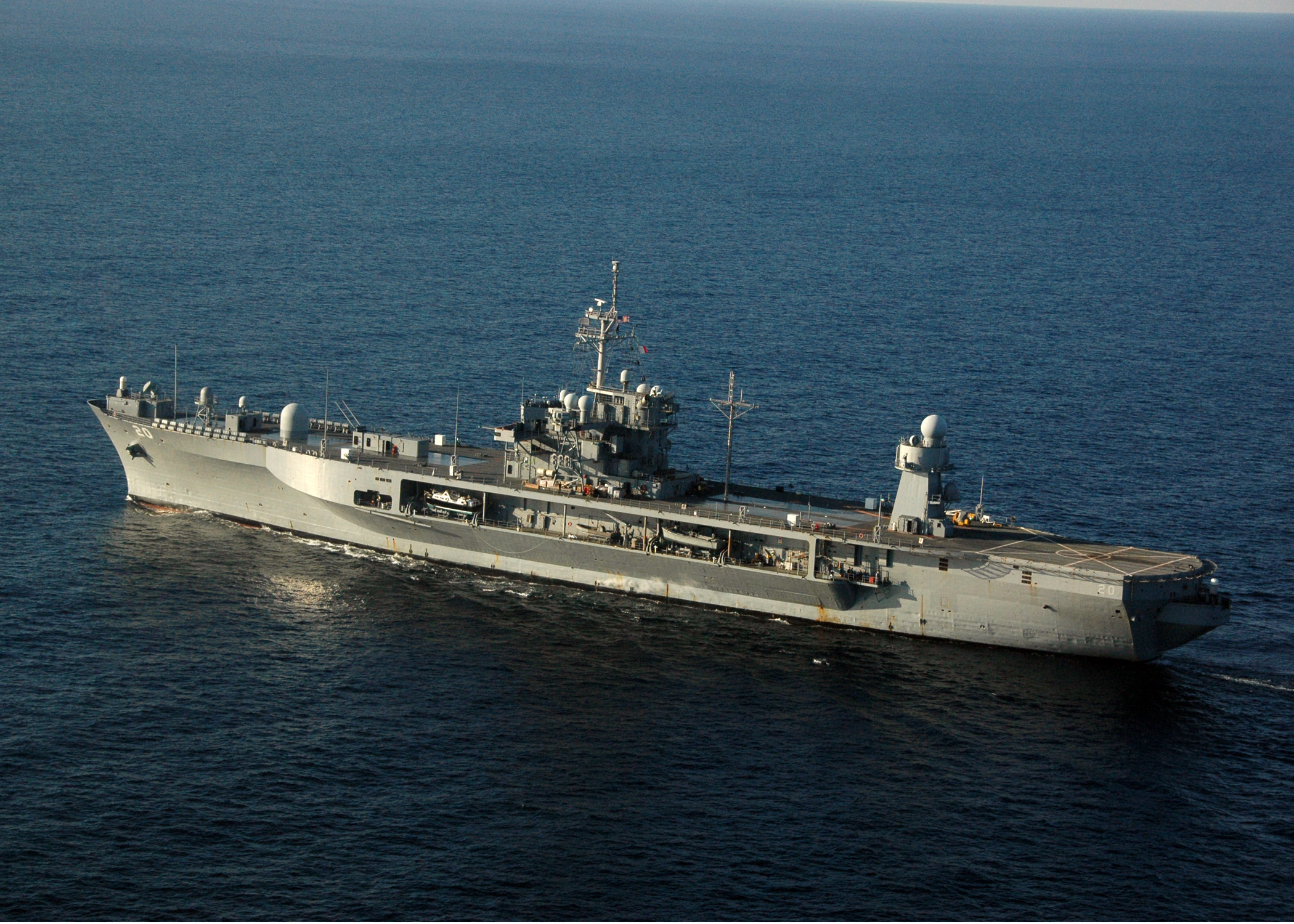
左舷後方 2009年1月31日撮影
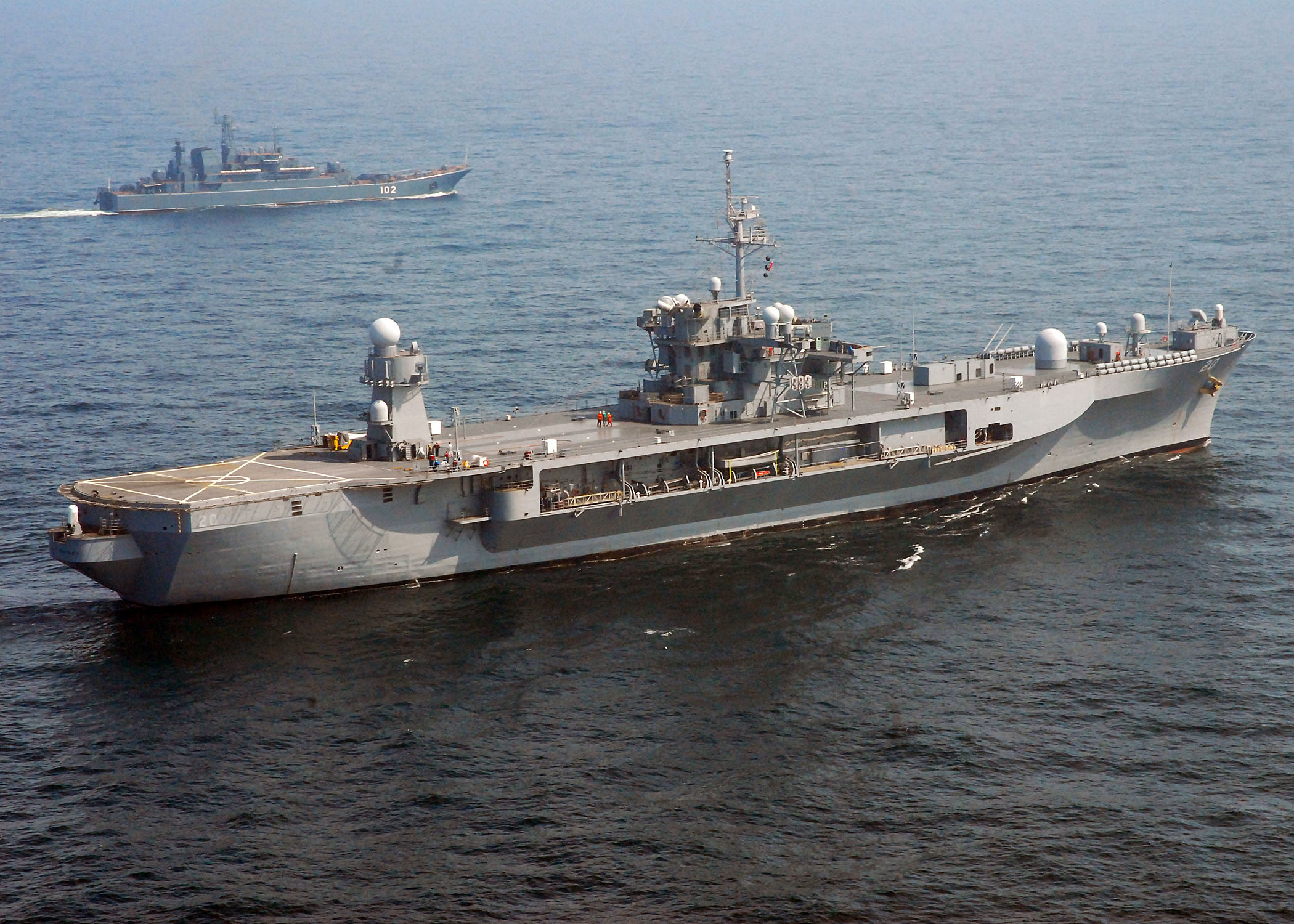
右舷後方 2010年6月8日撮影
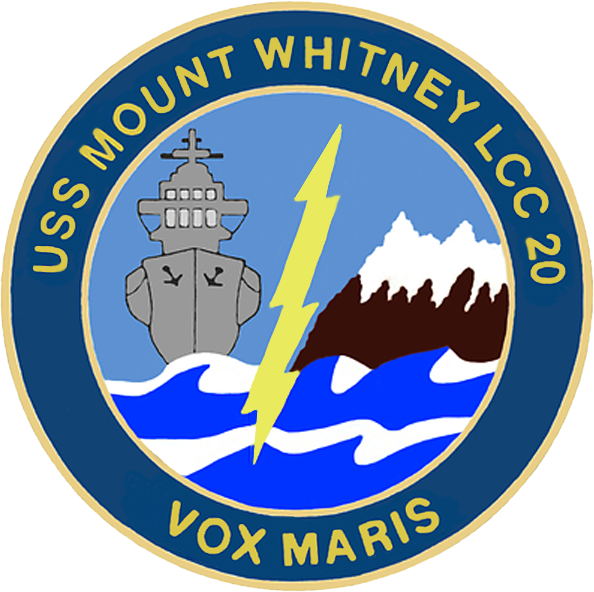
クレスト

2011年3月、国連安保理決議1973で定められたリビア飛行禁止空域を実行するため、オデッセイの夜明け作戦参加部隊の旗艦を務めた。